# 八戸消防署

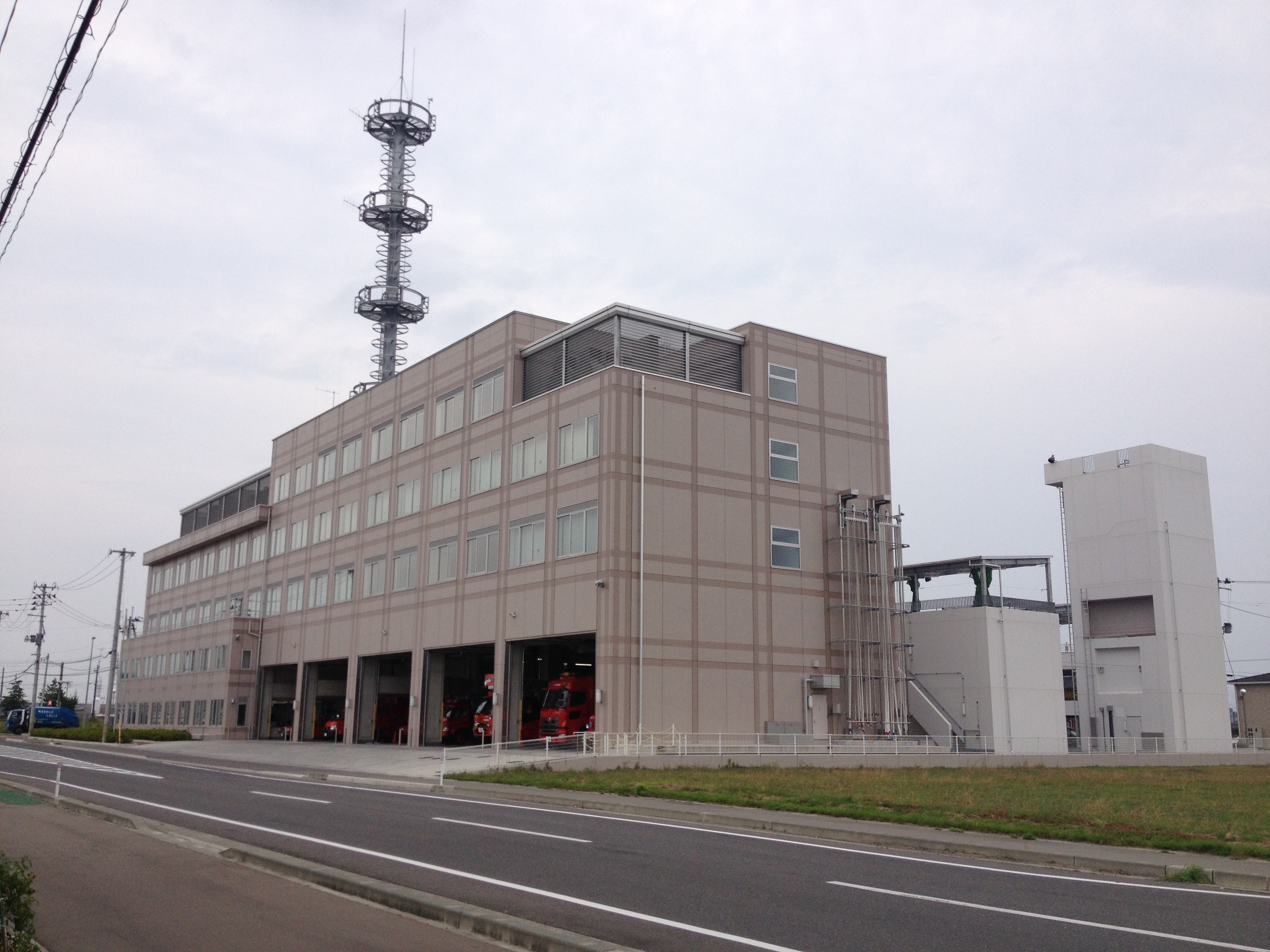
八戸地域広域市町村圏事務組合消防本部（田向地区）

八戸消防署（はちのへしょうぼうしょ）とは青森県八戸市田向にある消防署である。

## 概要

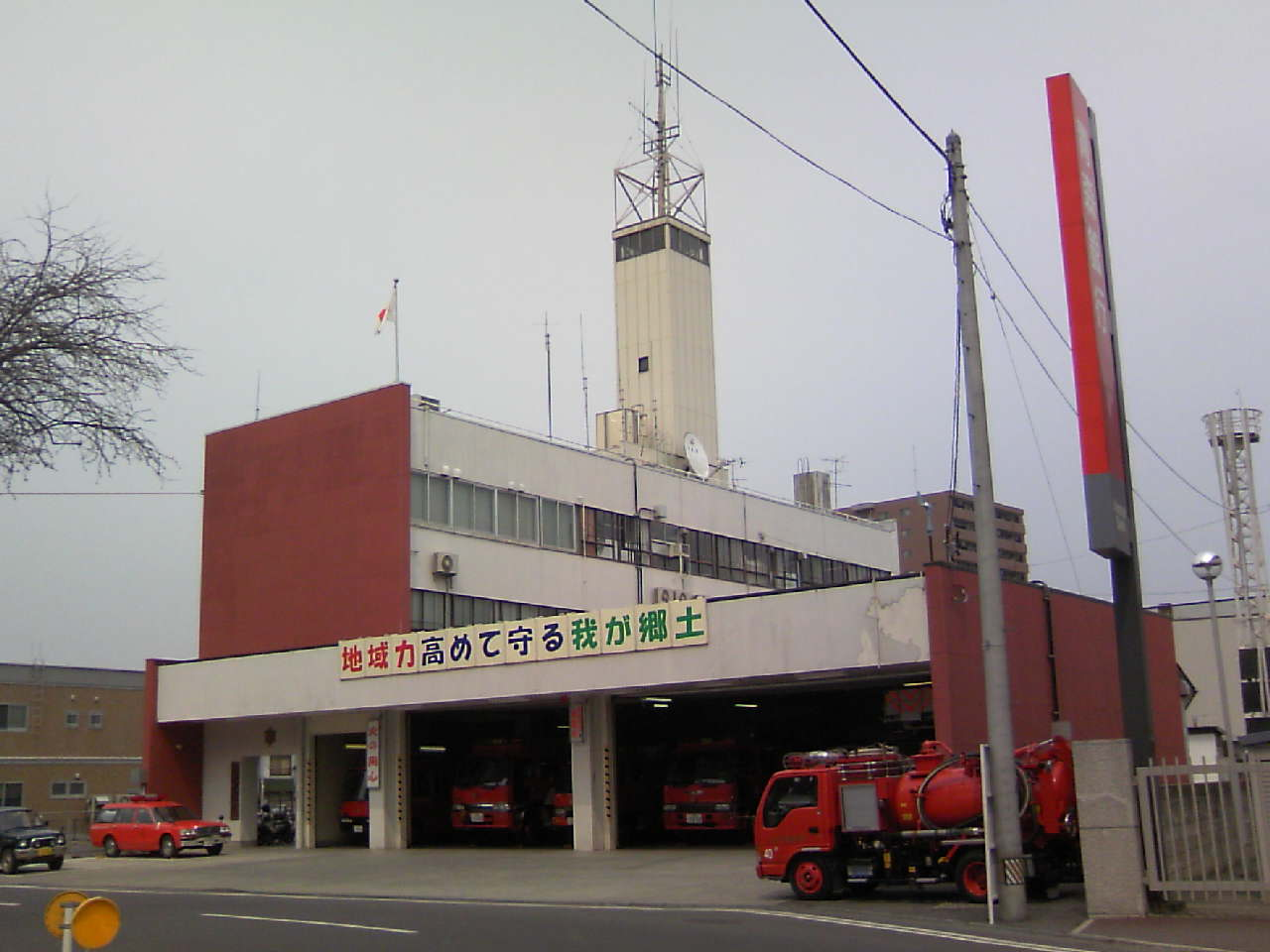
旧八戸消防署（堀端町時代）

以前は八戸市中心市街地の八戸市庁の向かいに位置し、八戸警察署旧庁舎と隣接していたが、老朽化のため八戸市郊外の田向地区へ新築移転した。同署は八戸消防本部の指令情報課及び救急指導課が設置されており、八戸地域広域市町村圏事務組合の下部組織の八戸広域消防本部、八戸消防署管内に属する。人員55名で、配備車両は14台。車両構成は消防ポンプ車1台、水槽付き消防ポンプ車1台、はしご車1台、救助工作車1台、高規格救急車1台、指揮車1台、広報査察車2台、地震体験車1台、消防隊員輸送車1台、ボートトレーラー1台、消防用自動二輪車1台である。

## 歴史
- 1951年（昭和26年） - 八戸市消防本部設置
- 1968年（昭和43年） - 新庁舎が八戸市堀端町に竣工
- 1971年（昭和46年） - 八戸広域消防発足
- 2011年（平成23年） - 八戸市田向に新築移転

## 下部組織
- 河原木分署
- 南郷分遣所
- 尻内分遣所
- 桔梗野分遣所
- 根城分遣所

## 庁舎構造
- 2011年（平成23年）竣工[3]
- 鉄筋コンクリート造[3]
- 地上5階建[3]
- 建築面積1923.94m2[3]
- 延面積5868.26m2[3]